# Bella, pazza e impossibile
Bella, pazza e impossibile (Damaged) è un film TV statunitense del 2014 diretto da Rick Bota.

## Trama
Kate e Sam sono una coppia felicemente sposata, vivono in un quartiere di periferia, Sam lavora come insegnante e sta aprendo un locale insieme al suo migliore amico Decker. La sua vita perfetta prende una strana svolta quando lui e Kate fanno la conoscenza della loro vicina di casa, una giovane ragazza adolescente di nome Taran: la ragazza, molto ricca, sostiene di essere mantenuta da suo padre che è sempre fuori casa.
Taran cerca di legare con la coppia dando l'impressione di essere una ragazza gentile, tra l'altro si rivela essere una studentessa del liceo dove lavora Sam, per il quale sembra provare uno strano interesse. Senza apparente ragione la ragazza gli ruba l'auto e Sam sporge denuncia alla polizia, che però sospetta che la sua sia solo una truffa per intascarsi la polizza assicurativa; come se non bastasse Taran riesce a prelevare denaro dal fondo comune che Sam e Decker hanno aperto per le spese di costruzioni del loro locale, e Decker imputa la colpa a Sam visto l'orologio costoso che indossa, che in realtà è un regalo di Taran.
La giovane ragazza cerca di sedurre Sam che, nonostante l'evidente attrazione che prova per lei, la respinge. Durante una lezione con i suoi studenti Taran manomette il sito per la lezione inserendo del materiale a contenuto pornografico mettendo in una brutta posizione Sam, che viene anche licenziato con l'accusa di molestie sessuali nei confronti di una studentessa che lo ha denunciato rimanendo anonima: in realtà è proprio Taran, che sembra voler rovinare la reputazione dell'uomo in ogni modo possibile allontanando la gente da lui.
La vita di Sam cade a pezzi: persino Kate inizia ad allontanarsi da lui mossa dall'esasperazione per tutto quello che sta succedendo; tuttavia la donna inizia a maturare l'idea che dietro tutti questi avvenimenti ci sia Taran: Kate decide di entrare di nascosto a casa della ragazza nel cuore della notte, approfittando della sua assenza, nella speranza di trovare qualche informazione su di lei, ma Taran ritorna a casa e quando sorprende Kate la uccide con un martello senza pietà. L'assassina poi porta l'auto di Kate in un centro di demolizione pagando l'addetto affinché demolisca l'auto senza fare domande, poi manda un messaggio a Sam facendogli credere di essere Kate e di essersene andata perché stanca di lui.
Sam è distrutto dato che ha perso tutto, Taran lo consola e lui, sia per via della sua convinzione che Kate lo abbia lasciato sia per la latente attrazione che ha sempre provato per Taran, finisce a letto con lei. Dopo aver fatto l'amore con Sam, stranamente Taran diventa fredda nei suoi riguardi; poi telefona a Sam facendo degli ambigui discorsi che fanno intendere che ha in mente qualcosa di pericoloso, fugge via di casa in auto e Sam, preoccupato, la segue con la sua auto.
I due giungono al capolinea sopra a un ponte, Taran si punta una pistola alla testa ma Sam riesce a toglierle l'arma di mano, poi Taran gli confessa che è stata lei a metterlo nei guai con la scuola e con Decker, allo scopo di vendicare la morte di sua madre: lei e Sam erano amanti e Taran, che all'epoca era ancora una bambina, li sorprese a letto insieme. Sam infatti ricorda quel giorno, spiegando a Taran che non aveva idea che sua madre fosse sposata, infatti lo scoprì solo dopo che lei li sorprese insieme, e la lasciò subito dopo. Però l'abbandono di Sam la portò verso la depressione e la donna si tolse la vita; Taran nella sua follia incolpa Sam di tutto, facendogli notare anche il sangue che cola dal bagagliaio della sua auto. Sam lo apre e vi trova dentro il cadavere di Kate: accecato dalla rabbia punta la pistola di Taran contro la ragazza, ma improvvisamente arriva la polizia, che Taran aveva chiamato quando era ancora in auto. Gli agenti di polizia vedendo Sam con in mano una pistola gli sparano e lo uccidono. Sam viene ritenuto colpevole dell'omicidio della moglie e Taran, per tutti insospettabile, con un'espressione fredda e soddisfatta guarda il corpo privo di vita di Sam.